# ラスト・タイム
「ラスト・タイム」(The Last Time) は、1965年に発表されたローリング・ストーンズの楽曲。作詞・作曲はミック・ジャガーおよびキース・リチャーズ。

## 解説
イギリス、アメリカ共に6枚目となるシングル。共にB面は「プレイ・ウィズ・ファイア」で、英米でAB面曲が同一となるのはこれで2枚目である。イギリスでは同じデッカ・レコードのトム・ジョーンズの「よくあることさ」を蹴落としてグループ3度目のチャート1位を獲得、1965年3月18日付、25日付、4月1日付と3週間その地位を守った。アメリカでは最高9位を記録。バンドにとって通算2度目、そして初のオリジナル曲による全米トップ10入りを果たした。
録音は1965年1月10日から11日にかけて、ロンドンのキングスウェイ・スタジオにて行われ、その後ハリウッドのRCAスタジオでボーカルの録り直しが行われている。ブライアン・ジョーンズがリードギターを、キース・リチャーズがバッキングのアコースティックギターと間奏のギターソロを担当。また、イアン・スチュワートがピアノで、ジャック・ニッチェがタンブリンで参加している。曲はステイプル・シンガーズの「This May Be the Last Time」をヒントにしたといわれる。
本曲に対する批評筋の評価は「よく出来ているが少し長い」というものから「これまでで最高の作品」という賛辞までまちまちだった。それまでのストーンズの曲の中でもとりわけキャッチーな曲であり、当時の日本のファンクラブでは「コマーシャルすぎるのではないか」と物議にまでなったという。B面曲の「プレイ・ウィズ・ファイア」も本曲に劣らない注目を集め、アメリカのBillboard Hot 100で96位にランクインしている。
アメリカでは同年にリリースされた『アウト・オブ・アワ・ヘッズ』に収録された。イギリスでは1966年のベストアルバム『ビッグ・ヒッツ (ハイ・タイド・アンド・グリーン・グラス)』でアルバム初収録となった。

## コンサートパフォーマンス
1965年から1967年にかけてのコンサートで披露されたが、以降は1997年まで30年もの間、セットリストから外された。その後、2012年から2013年にかけてのツアーで披露されている。
公式のライブアルバムでは1966年の『ガット・ライヴ・イフ・ユー・ウォント・イット!』、1998年の『ノー・セキュリティ』に収録されている。

## カバー
下記の二者の他、多数のアーティストによってカバーされている。

### アンドリュー・オールダム・オーケストラのカバー
ストーンズの初代マネージャーであり、この曲のプロデューサーでもあるアンドリュー・ルーグ・オールダムが、1960年代中盤に企画したプロジェクト「アンドリュー・オールダム・オーケストラ」として、1966年にアルバム『The Rolling Stones Songbook』の中でカバーした。テンポをかなり落とし、全体的にシンフォニックなアレンジが施されており、原曲とはかなりかけ離れた仕上がりとなっている。
1997年、イギリスのロックバンド、ザ・ヴァーヴが自作曲「Bitter Sweet Symphony」で、このアンドリュー・オールダム・オーケストラのバージョンをサンプラーとして使用。ヴァーヴは曲の使用許可を得ていたが、デッカ時代のストーンズの楽曲の著作権所有者であるアラン・クレインが「協定の範囲を超えて使用している」として訴訟を起こし、結局ヴァーブはこの曲の著作権料を放棄させられ、作者クレジットも変更させられた。

### ザ・フーのカバー
ザ・フーは1967年6月にジャガーとリチャーズが大麻所持の容疑で起訴された事件を受けて、厳しすぎる処罰に対する抗議と彼等の救援を目的に、本曲と「アンダー・マイ・サム」を6月28日に急遽録音して本曲をA面に収録したシングルを6月30日にイギリスでリリースした。録音時にはベーシストのジョン・エントウィッスルが新婚旅行中で不在だったため、ギタリストのピート・タウンゼントがベースを演奏した。全英44位。
ジャガーとリチャーズは、シングルがリリースされた6月30日には既に釈放されていた。